# لمو

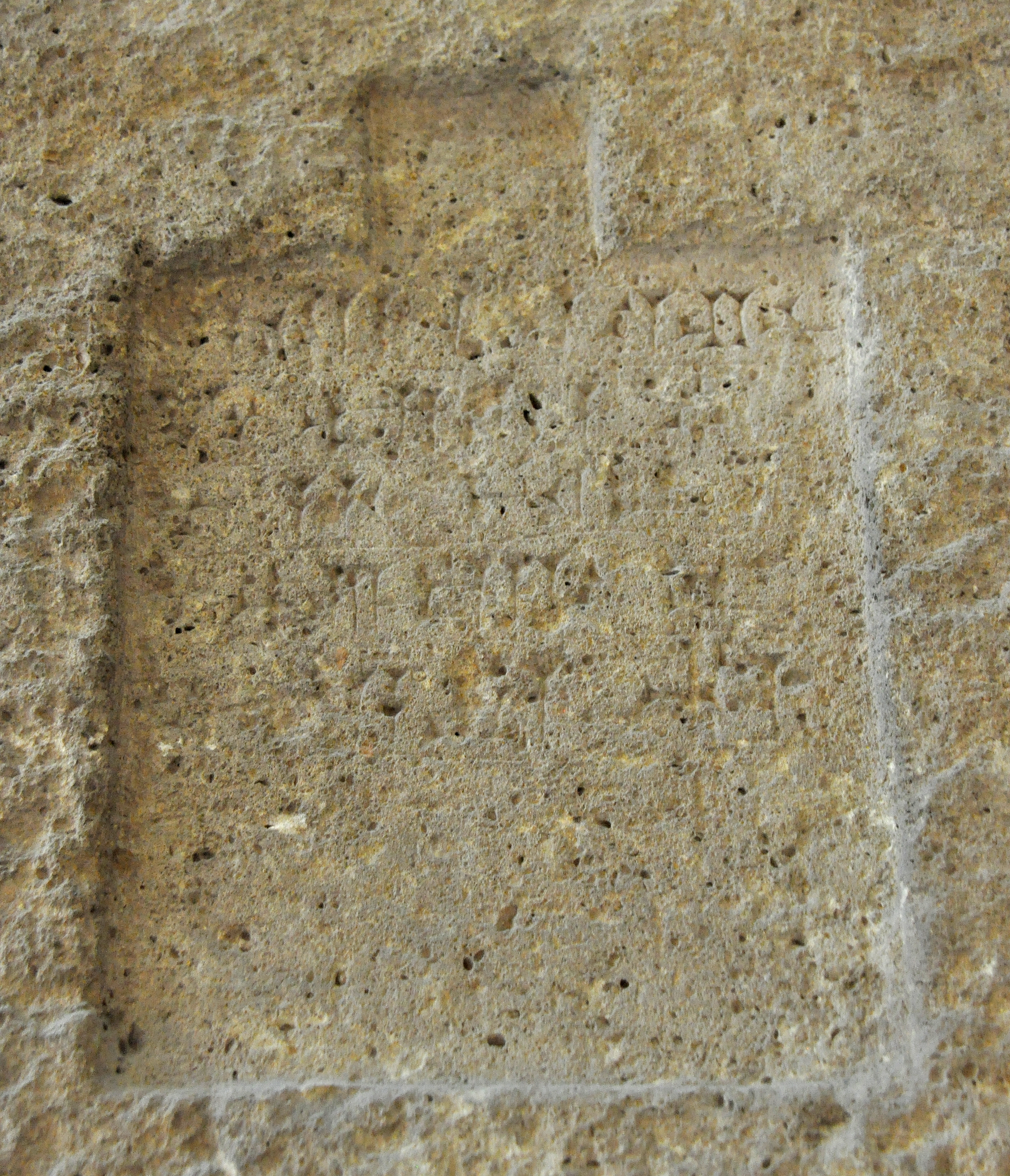
شاهدة شمش بالسر والي مدينة كلحو وبلاد حمادي وسرجاني وجلونة. القرن التاسع قبل الميلاد. من آشور، العراق. متحف بيرغامون.

لِمّو هو اسم آشوري. في بداية عهد الملوك الآشوريين، كان لِمّو، هو المسؤول الملكي. كان يتم اختيار لِمّو جديدة كل عام. على الرغم من أنه كان يتم اختيارهم بالقُرعة، إلا أنه كان هناك على الأرجح مجموعة مُحدّدة، مثل رجال أبرز العائلات أو ربما أعضاء مجلس المدينة. استخدم الآشوريون اسم لِمّو لتحديد السنة في الوثائق الرسمية. تم العثور على قوائم لِمّو تمثل كل عام بين 892 قبل الميلاد و648 قبل الميلاد.
وخلال الفترة الآشورية القديمة، لم يكن الملك هو اللِمّو، كما كان يُطلق عليه في لغتهم. لكن في الفترتين الآشورية الوسطى والآشورية الجديدة، كان بإمكان الملك تولي هذا المنصب.